# Binchōtan

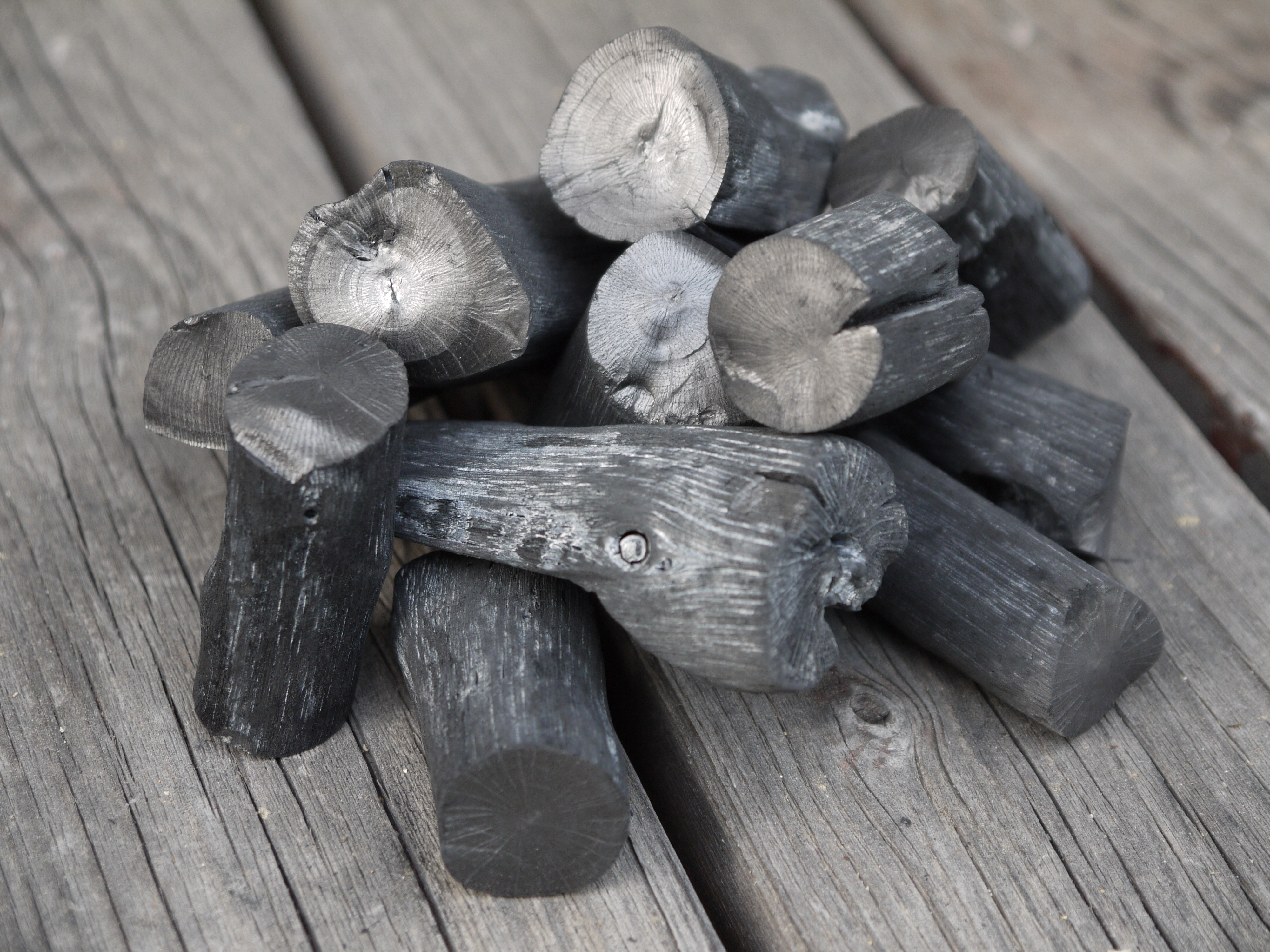

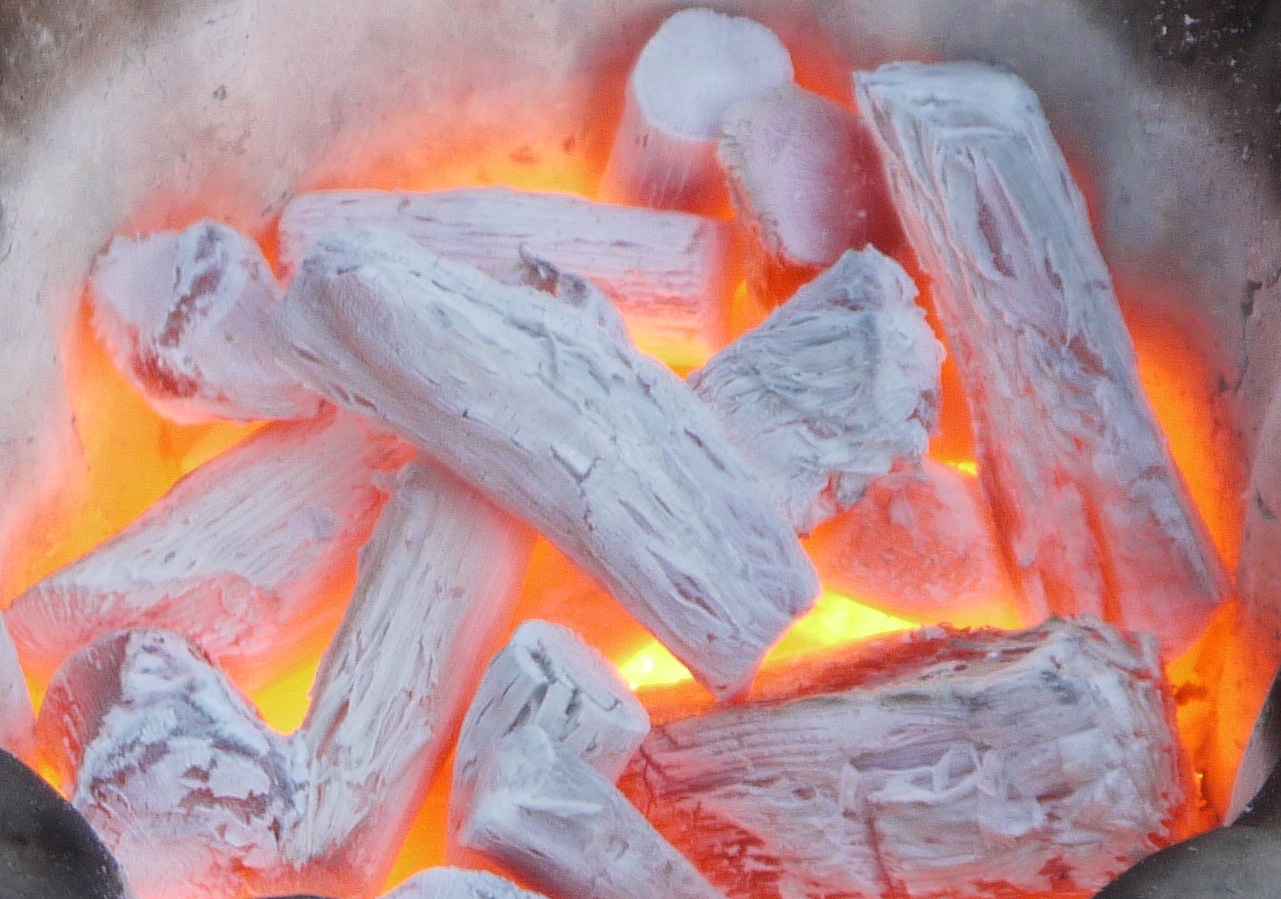
binchōtan brûlant

Le binchōtan (備長炭) ou charbon blanc, ou encore charbon de kishu, est une variété de charbon de bois traditionnelle japonaise, utilisée comme combustible, notamment en cuisine, ou pour ses propriétés d'adsorption. Il est issu de la carbonisation du bois de Quercus phillyraeoides, une variété de chêne, par un mode de combustion qui favorise sa porosité et rend ainsi le charbon actif.